# Scy-Chazelles
Pour les articles homonymes, voir Scy et Chazelles.
Scy-Chazelles est une commune française située dans le département de la Moselle en région Grand Est.

## Géographie

### Localisation
Scy-Chazelles se situe à cinq kilomètres de la ville de Metz, sur le mont Saint-Quentin.

### Géologie et relief
Hydrogéologie et climatologie : Système d’information pour la gestion des eaux souterraines du bassin Rhin-Meuse :
Territoire communal : Occupation du sol (Corinne Land Cover); Cours d'eau (BD Carthage),
Géologie : Carte géologique; Coupes géologiques et techniques,
 Hydrogéologie : Masses d'eau souterraine; BD Lisa; Cartes piézométriques.

### Sismicité
Commune située dans une zone 1 de sismicité très faible.

### Climat
Pour des articles plus généraux, voir Climat du Grand Est et Climat de la Moselle.
En 2010, le climat de la commune est de type climat des marges montargnardes, selon une étude du Centre national de la recherche scientifique s'appuyant sur une série de données couvrant la période 1971-2000. En 2020, Météo-France publie une typologie des climats de la France métropolitaine dans laquelle la commune est exposée à un climat semi-continental et est dans la région climatique  Lorraine, plateau de Langres, Morvan, caractérisée par un hiver rude (1,5 °C), des vents modérés et des brouillards fréquents en automne et hiver. 
Pour la période 1971-2000, la température annuelle moyenne est de 9,2 °C, avec une amplitude thermique annuelle de 17 °C. Le cumul annuel moyen de précipitations est de 771 mm, avec 12,7 jours de précipitations en janvier et 9,6 jours en juillet. Pour la période 1991-2020, la température moyenne annuelle observée sur la station météorologique de Météo-France la plus proche, « Metz-Frescaty », sur la commune d'Augny à 6 km à vol d'oiseau, est de 11,1 °C et le cumul annuel moyen de précipitations est de 713,5 mm. 
La température maximale relevée sur cette station est de 39,7 °C, atteinte le 25 juillet 2019 ; la température minimale est de −23,2 °C, atteinte le 17 février 1956,,. 
Les paramètres climatiques de la commune ont été estimés pour le milieu du siècle (2041-2070) selon différents scénarios d'émission de gaz à effet de serre à partir des nouvelles projections climatiques de référence DRIAS-2020. Ils sont consultables sur un site dédié publié par Météo-France en novembre 2022.

### Hydrographie et les eaux souterraines
La commune est située dans le bassin versant du Rhin au sein du bassin Rhin-Meuse. Elle est drainée par la Moselle, la Moselle canalisée et le fossé des Vieilles Eaux.
La Moselle, d’une longueur totale de 560 kilomètres, dont 315 kilomètres en France, prend sa source dans le massif des Vosges au col de Bussang et se jette dans le Rhin à Coblence en Allemagne.
La Moselle canalisée, d'une longueur totale de 135,2 km, prend sa source dans la commune de Pont-Saint-Vincent et se jette  dans la Moselle à Kœnigsmacker, après avoir traversé 61 communes.

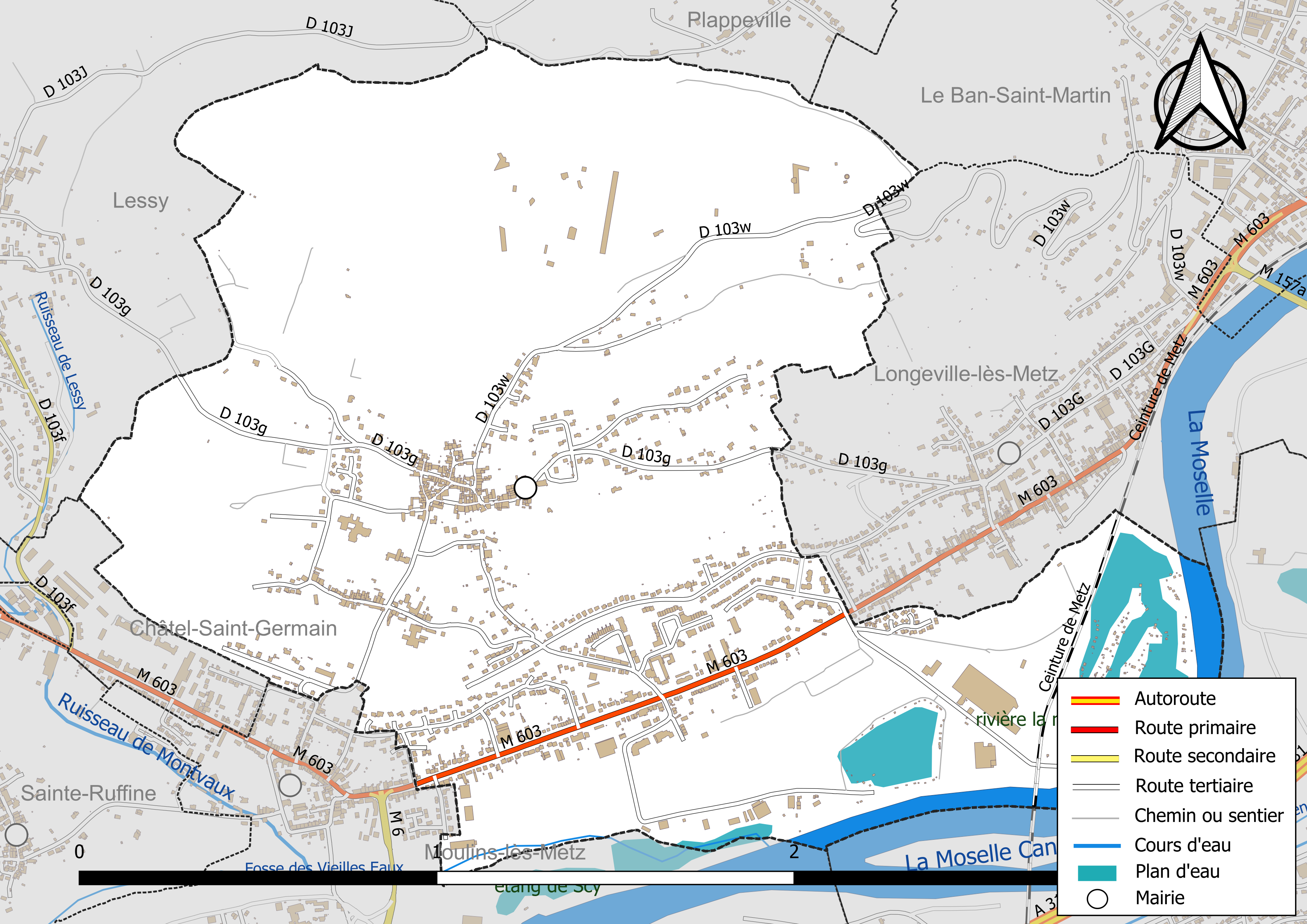
Réseaux hydrographique et routier de Scy-Chazelles.

La qualité des eaux des principaux cours d’eau de la commune, notamment de la Moselle et de la Moselle canalisée, peut être consultée sur un site dédié géré par les agences de l’eau et l’Agence française pour la biodiversité.

### Voies de communications et transports

#### Voies routières
- Autoroute A31 : Échangeurs Moulins-lèsMetz, Metz-centre, Metz-nord.

#### Transports en commun
- Fluo Grand Est.

#### Lignes SNCF

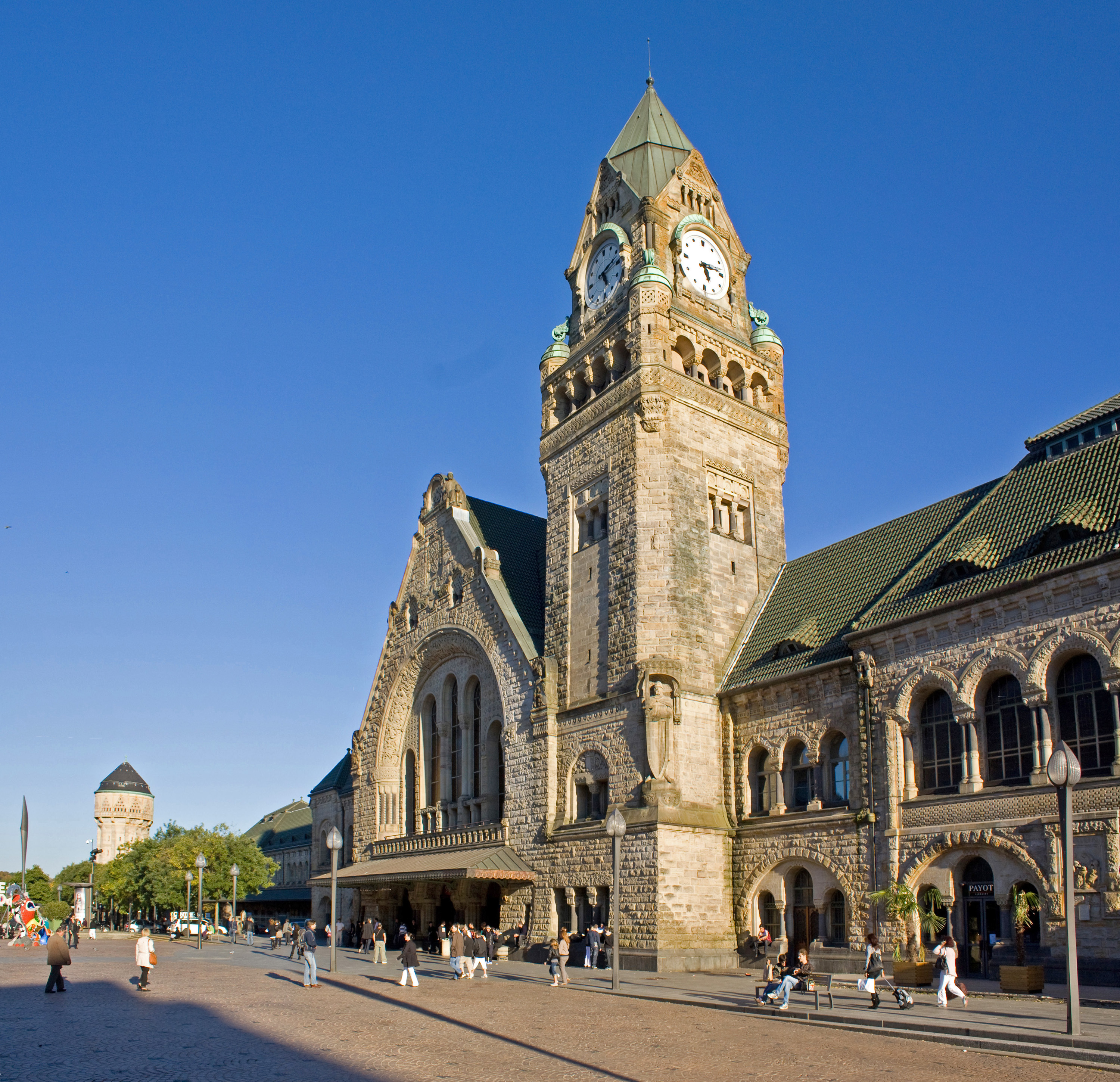
Gare de Metz-Ville.

- Gare de Metz-Ville,
- Gare de Metz-Nord,
- Gare d'Ars-sur-Moselle,
- Gare d'Ancy-sur-Moselle,
- Gare de Novéant.

## Urbanisme

### Typologie
Au 1er janvier 2024, Scy-Chazelles est catégorisée ceinture urbaine, selon la nouvelle grille communale de densité à sept niveaux définie par l'Insee en 2022.
Elle appartient à l'unité urbaine de Metz, une agglomération intra-départementale regroupant 42  communes, dont elle est une commune de la banlieue,,. Par ailleurs la commune fait partie de l'aire d'attraction de Metz, dont elle est une commune de la couronne,. Cette aire, qui regroupe 245 communes, est catégorisée dans les aires de 200 000 à moins de 700 000 habitants,.

### Occupation des sols
L'occupation des sols de la commune, telle qu'elle ressort de la base de données européenne d’occupation biophysique des sols Corine Land Cover (CLC), est marquée par l'importance des territoires agricoles (51,5 % en 2018), en diminution par rapport à 1990 (52,6 %). La répartition détaillée en 2018 est la suivante : 
cultures permanentes (36,5 %), zones urbanisées (27,5 %), eaux continentales (10,3 %), forêts (9 %), prairies (8,7 %), terres arables (6,1 %), espaces verts artificialisés, non agricoles (1,6 %), zones agricoles hétérogènes (0,2 %). L'évolution de l’occupation des sols de la commune et de ses infrastructures peut être observée sur les différentes représentations cartographiques du territoire : la carte de Cassini (XVIIIe siècle), la carte d'état-major (1820-1866) et les cartes ou photos aériennes de l'IGN pour la période actuelle (1950 à aujourd'hui).

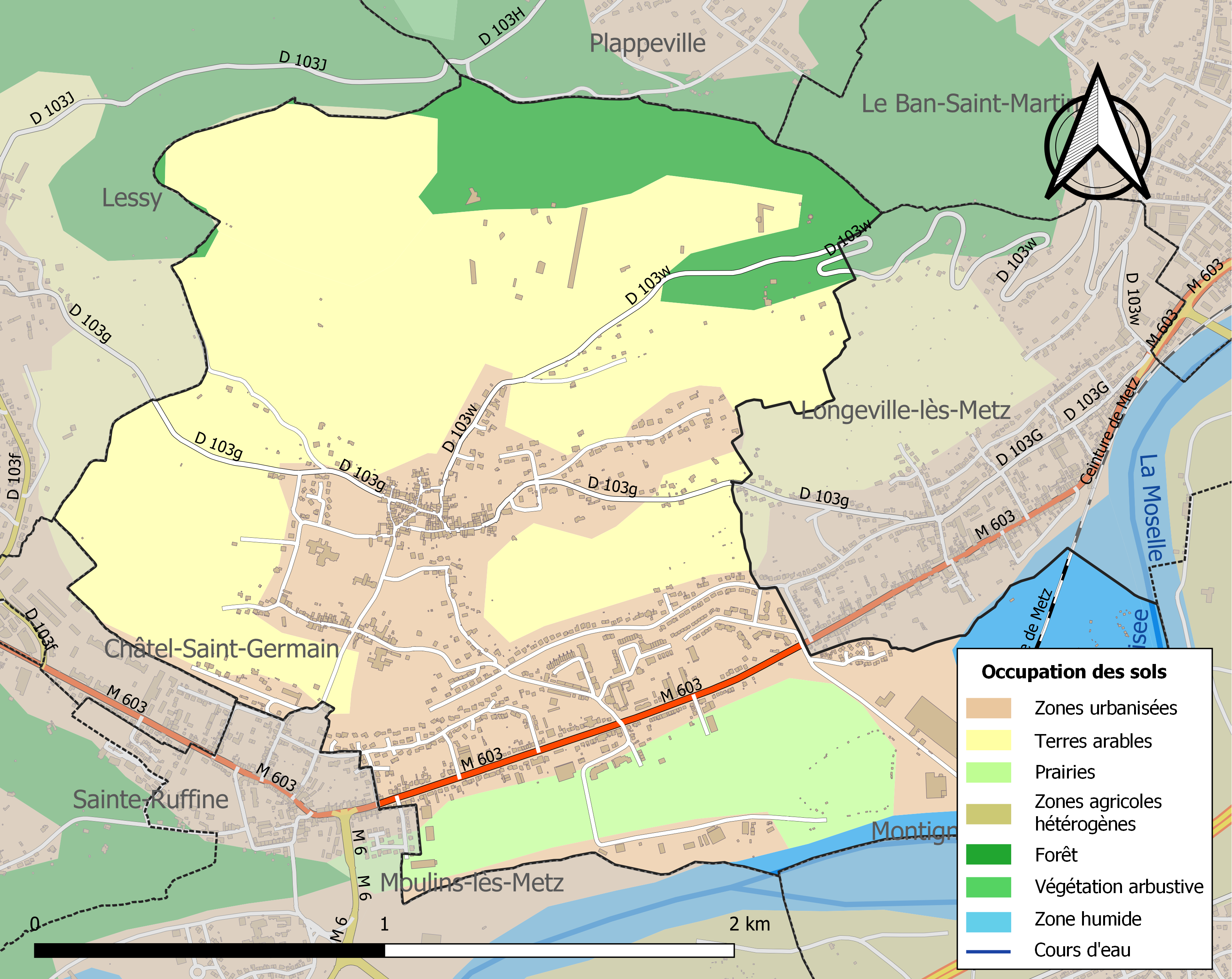
Carte des infrastructures et de l'occupation des sols de la commune en 2018 (CLC).

## Toponymie
Siag (856), villam Siago (856), Sigiacus (987), super Sieio (1006), de Sye (1143), Scy (1793).

Pendant l’annexion : Sigach (en allemand).

Scy s’identifie à source, d’origine probablement gauloise (?). 
L'origine du nom de Chazelles remonte à casellas (casa et suffixe diminutif -ella), qui signifie « petites maisons » en roman), voire « hameau »,.

## Histoire
L’église Saint-Rémi de Scy, remarquable par son architecture, date de la fin du XIe siècle. Située place de l’Esplanade en face de la mairie, elle sert encore aujourd’hui d’église paroissiale et offre un panorama sur la ville de Metz et ses alentours.
Scy dépendait de l’ancien pays messin (val de Metz). Siège de la mairie et bien de l’abbaye de Gorze, domaine partagé entre l’abbaye, l’évêché, le chapitre et les Messins. En 1415, une troupe de Bourguignons mit tout à feu et à sang dans le village de Scy. Le village est occupé par les Français pendant le siège de 1444. Le mont Saint-Quentin, où est situé Scy-Chazelles, a vu s’organiser la défense de la ville de Metz et de ses environs contre les invasions, notamment au cours du siège de 1489, au cours duquel le château de Moulins fut occupé par les troupes du duché de Lorraine. Outre le gibet du Saint-Quentin, symbole du droit de justice de la cité messine, les pentes de ce mont portèrent des ceps de vignes, qui produisirent Le Roy des Vins au milieu du XVIe siècle.
Le village de Scy-Chazelles ne comporte pas moins de treize sanctuaires (églises, chapelles, croix, oratoires). Le plus connu est certainement l’église fortifiée Saint-Quentin de Chazelles abritant la dépouille de Robert Schuman, qui est mort dans la commune. Cette église est fondée vers 1177 et fortifiée par la suite pour mettre les habitants à l’abri des brigands et des pillards.
Les deux villages constituent pendant très longtemps deux localités distinctes, et ce n’est qu’en 1809 que Scy absorbe Chazelles. En 1817, Scy, village de l’ancienne province des Trois-Évêchés, avait pour annexe le village de Chazelles, de l’ancienne province des Trois-Évêché. À cette époque, il y avait 348 habitants répartis dans 100 maisons à Scy et 125 habitants répartis dans 30 maisons à Chazelles.
Comme les autres communes de Moselle, la commune de Scy-Chazelles est annexée à l’Empire allemand de 1871 à 1918 et de 1940 à 1944. Le 1er avril 1941, la commune de Scy-Chazelles, rebaptisée Sigach, intègre l'arrondissement de Metz-Ville. Malgré la combativité des troupes allemandes de la 462e Volks-Grenadier-Division de l'armée de Knobelsdorff, Scy-Chazelles est libérée par la 5e division d’infanterie de l’armée Patton le 21 novembre 1944, à la fin de la bataille de Metz, mettant ainsi fin à quatre années de souffrance.

## Politique et administration
| Période                                  | Période                   | Identité         | Étiquette | Qualité                                                           |
| ---------------------------------------- | ------------------------- | ---------------- | --------- | ----------------------------------------------------------------- |
| Les données manquantes sont à compléter. |                           |                  |           |                                                                   |
| ?                                        | 1935                      | Alfred Pichon    |           |                                                                   |
| 1945                                     | 1947                      | J. Stoffel       |           |                                                                   |
| 1947                                     | 1953                      | L. Goupil        |           |                                                                   |
| 1953                                     | 1971                      | Bernard Rabas    |           |                                                                   |
| 1971                                     | juin 1995                 | Fernand Cavelius |           |                                                                   |
| juin 1995                                | mars 2014                 | Jacques Straub   | DVD       |                                                                   |
| mars 2014                                | En cours (au 26 mai 2020) | Frédéric Navrot  | DVD       | Ingénieur en travaux publics 15e vice-président de Metz Métropole |

### Budget et fiscalité 2022

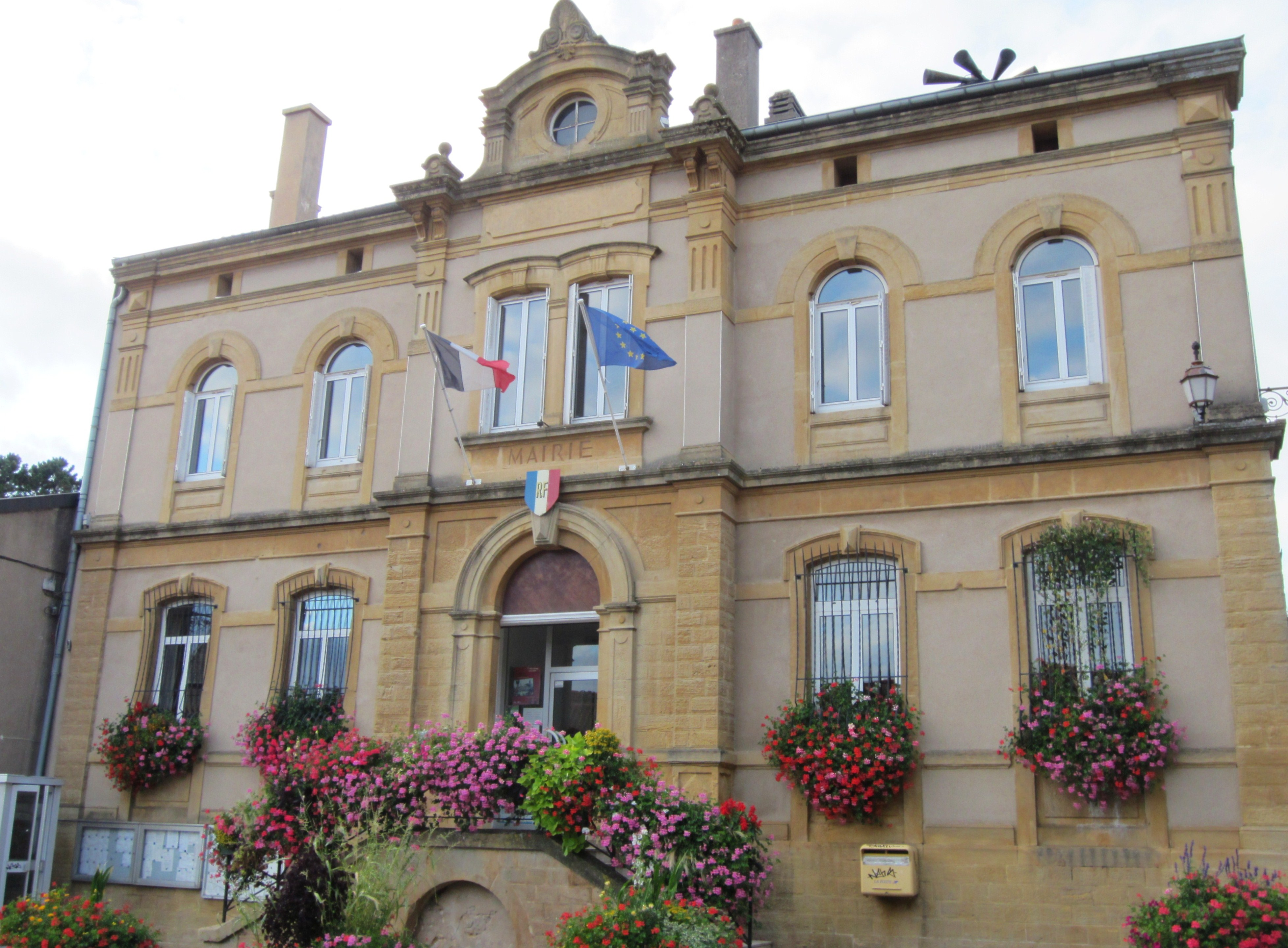
La mairie.

En 2022, le budget de la commune était constitué ainsi :
- total des produits de fonctionnement : 2 424 000 €, soit 889 € par habitant ;
- total des charges de fonctionnement : 2 435 000 €, soit 893 € par habitant ;
- total des ressources d'investissement : 1 113 000 €, soit 408 € par habitant ;
- total des emplois d'investissement : 617 000 €, soit 226 € par habitant ;
- endettement : 1 466 000 €, soit 537 € par habitant.

Avec les taux de fiscalité suivants :
- taxe d'habitation : 13,95 % ;
- taxe foncière sur les propriétés bâties : 26,40 % ;
- taxe foncière sur les propriétés non bâties : 52,84 % ;
- taxe additionnelle à la taxe foncière sur les propriétés non bâties : 0,00 % ;
- cotisation foncière des entreprises : 0,00 %.

Chiffres clés Revenus et pauvreté des ménages en 2020 : médiane en 2020 du revenu disponible, par unité de consommation : 27 540 €.

## Population et société

### Démographie

#### Évolution démographique
L'évolution du nombre d'habitants est connue à travers les recensements de la population effectués dans la commune depuis 1793. Pour les communes de moins de 10 000 habitants, une enquête de recensement portant sur toute la population est réalisée tous les cinq ans, les populations de référence des années intermédiaires étant quant à elles estimées par interpolation ou extrapolation. Pour la commune, le premier recensement exhaustif entrant dans le cadre du nouveau dispositif a été réalisé en 2004.

En 2022, la commune comptait 2 665 habitants, en évolution de −0,19 % par rapport à 2016 (Moselle : +0,52 %, France hors Mayotte : +2,11 %).
| 1793 | 1800 | 1806 | 1821 | 1836 | 1841 | 1861 | 1866 | 1871 |
| ---- | ---- | ---- | ---- | ---- | ---- | ---- | ---- | ---- |
| 455  | 446  | 482  | 550  | 603  | 621  | 537  | 567  | 492  |

| 1875 | 1880  | 1885  | 1890  | 1895  | 1900  | 1905  | 1910 | 1921 |
| ---- | ----- | ----- | ----- | ----- | ----- | ----- | ---- | ---- |
| 795  | 1 163 | 1 263 | 1 336 | 1 350 | 1 291 | 1 334 | 672  | 654  |

| 1926 | 1931 | 1936  | 1946 | 1954  | 1962  | 1968  | 1975  | 1982  |
| ---- | ---- | ----- | ---- | ----- | ----- | ----- | ----- | ----- |
| 769  | 835  | 1 006 | 908  | 1 243 | 1 841 | 2 123 | 2 044 | 1 991 |

| 1990  | 1999  | 2004  | 2006  | 2009  | 2014  | 2019  | 2022  | - |
| ----- | ----- | ----- | ----- | ----- | ----- | ----- | ----- | - |
| 2 129 | 2 482 | 2 712 | 2 825 | 2 733 | 2 725 | 2 675 | 2 665 | - |

## Vie locale

### Enseignement
Établissements d'enseignements :
- La commune a sur son territoire la présence de l'école maternelle Arc-en-Ciel et l'école primaire Bernard-Rabas. L'école maternelle Sous-les-Vignes, fondée au XIXe siècle, est la plus ancienne école de Scy-Chazelles[29]. Elle a été fermée en 2016 pour cause de regroupement[29].
- Collèges à  Moulins-lès-Metz, Le Ban-Saint-Martin, Metz, Montigny-lès-Metz.
- Lycées à Metz, Montigny-lès-Metz.

### Santé
Professionnels et établisements de santé :
- Médecins à Longeville-lès-Metz, Lessy, Plappeville, Moulins-lès-Metz, Châtel-Saint-Germain.
- Pharmacies à Longeville-lès-Metz, Moulins-lès-Metz, Montigny-lès-Metz.
- Hôpitaux à Scy-Chazelles, Moulins-lès-Metz, Metz.

### Cultes
- Culte catholique, Communauté de paroisses Saint-Michel de la Voie de la liberté[31], Diocèse de Metz.

## Économie

### Entreprises et commerces

#### Élevage
- Élevage d'autres animaux.

##### Vignoble
Le vignoble est en appellation d’origine contrôlée Moselle.

#### Tourisme
- Hébergements et restauration à Scy-Chazelles, Longeville-lès-Metz, Sainte-Ruffine, Lessy, Rozérieure.

#### Commerces
- Commerces et services de proximité.

## Culture locale et patrimoine

### Lieux et monuments
- passage d’une voie romaine[32].
- vestiges de villas romaines et mérovingiennes ; sépultures[33].
- maison de Robert Schuman[34], Label Maisons des illustres, transformée en musée depuis mai 2009, et jardin des plantes de chez nous, 2002 (jardins), 2004 (maison historique) et 2009 (extension), Bernd Hoge (architecte) : la demeure où Robert Schuman a vécu de 1926 à 1963 a gardé sa décoration et ses meubles et présente par une extension muséographique une exposition permanente sur le père de l’Europe et les débuts de la construction européenne; dans le parc se trouve la sculpture de Jean-Yves Lechevallier, la flamme de l'Europe, inaugurée en 1977 pour le 20e anniversaire des traités de Rome.
- maisons anciennes[35], en particulier de nombreuses maisons de vigneron.
- Monument aux morts[36] : Conflits commémorés : Guerres 1914-1918 - 1939-1945 - Indochine (1946-1954) - T.O.E.

#### Ouvrages militaires
- Sur le mont Saint-Quentin, ancien groupe fortifié Saint-Quentin, inscrit partiellement sur l'inventaire supplémentaire des monuments historiques : ouvrages maçonnés ou bétonnés, organes métalliques d’observation et de défense, Système Séré de Rivières[37],[38],[39],[40],[41],[42],[43],[44].

Des « œuvres d'art » dessinées ou peintes par des soldats allemands, français ou américains, sont disséminées à travers les deux ceintures de fortifications messines.

#### Édifices religieux

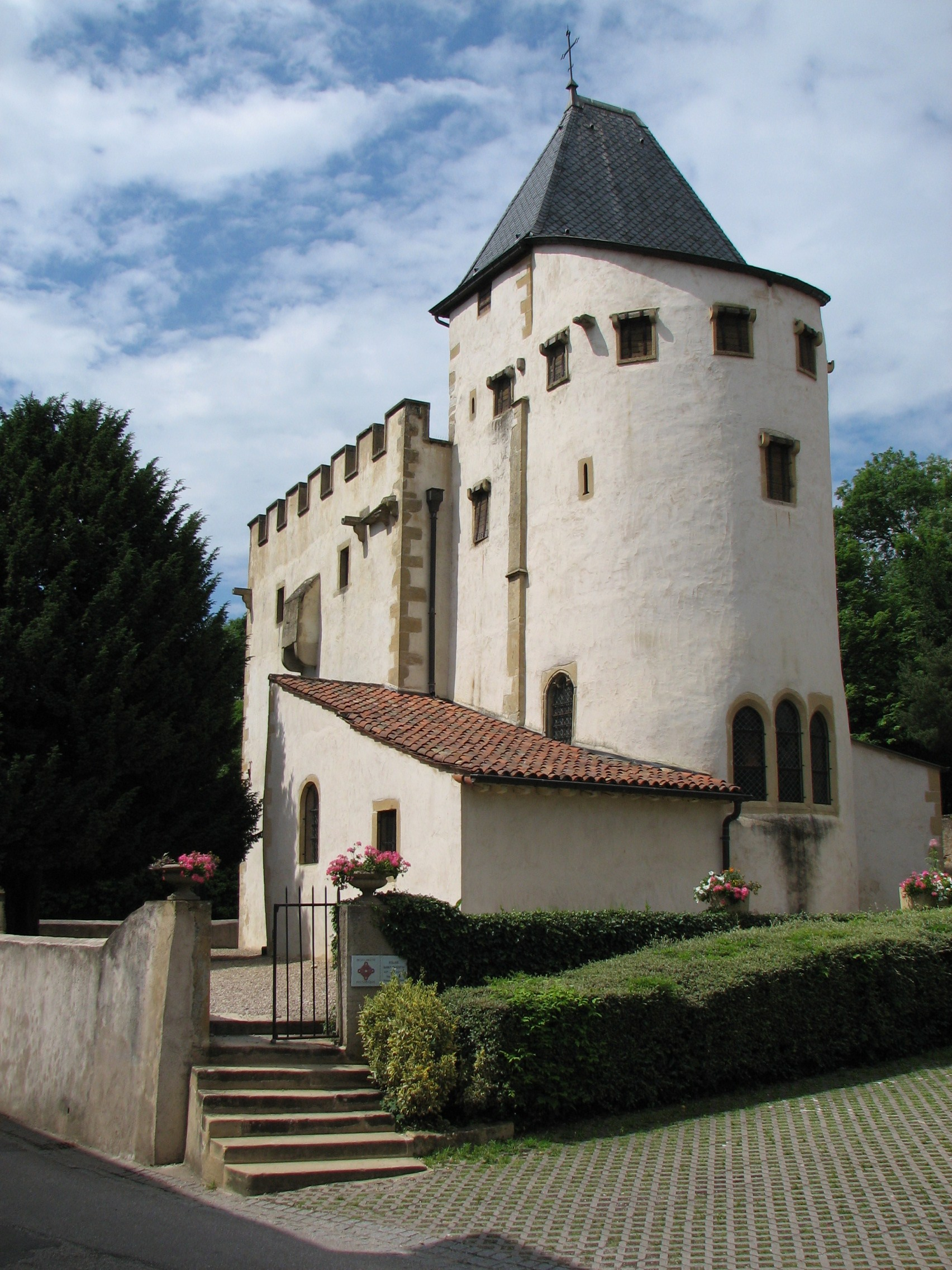
L’église fortifiée Saint-Quentin à Chazelles.
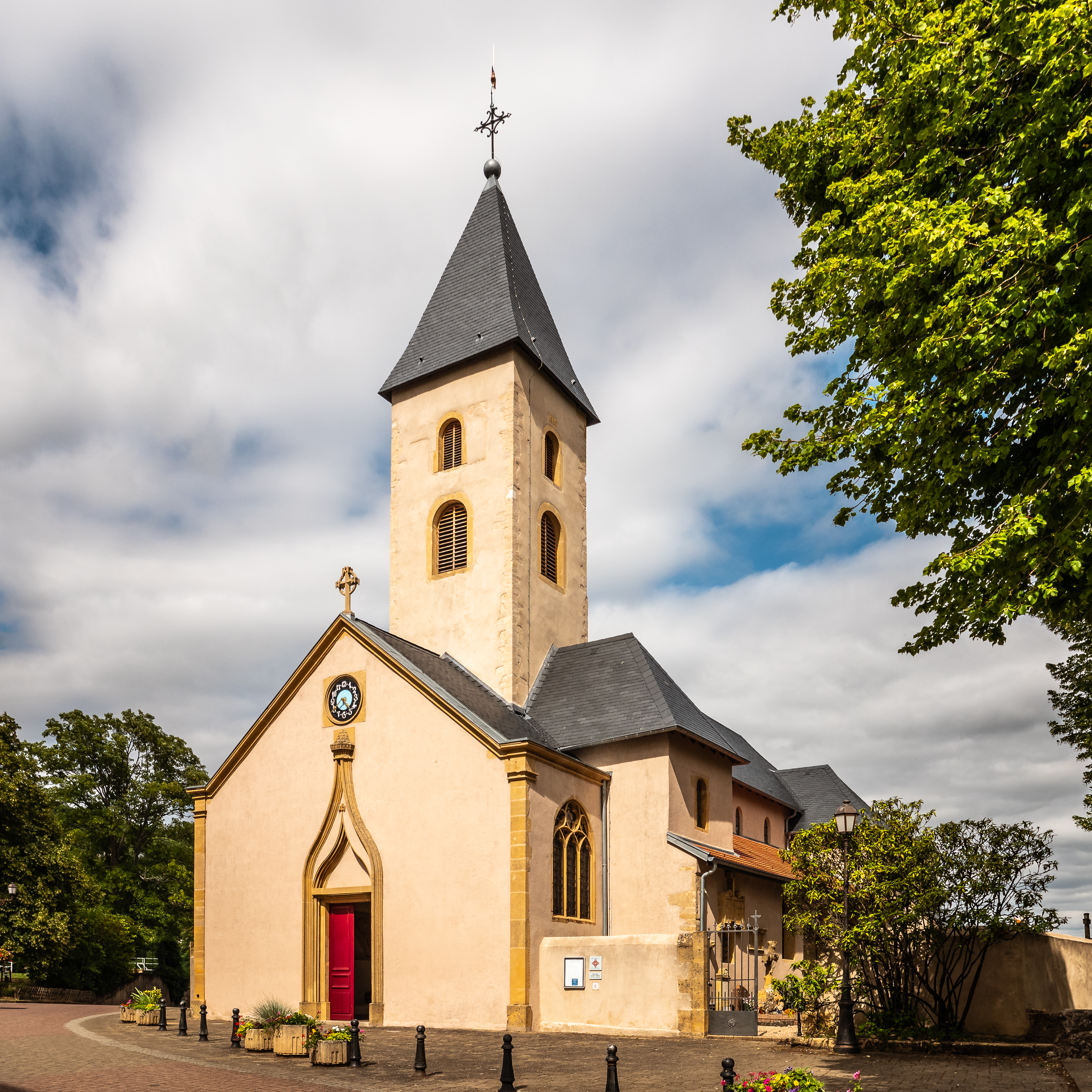
Église paroissiale Saint-Rémy à Scy.
Chapelle Notre-Dame-de-l'Amitié Scy-Bas.
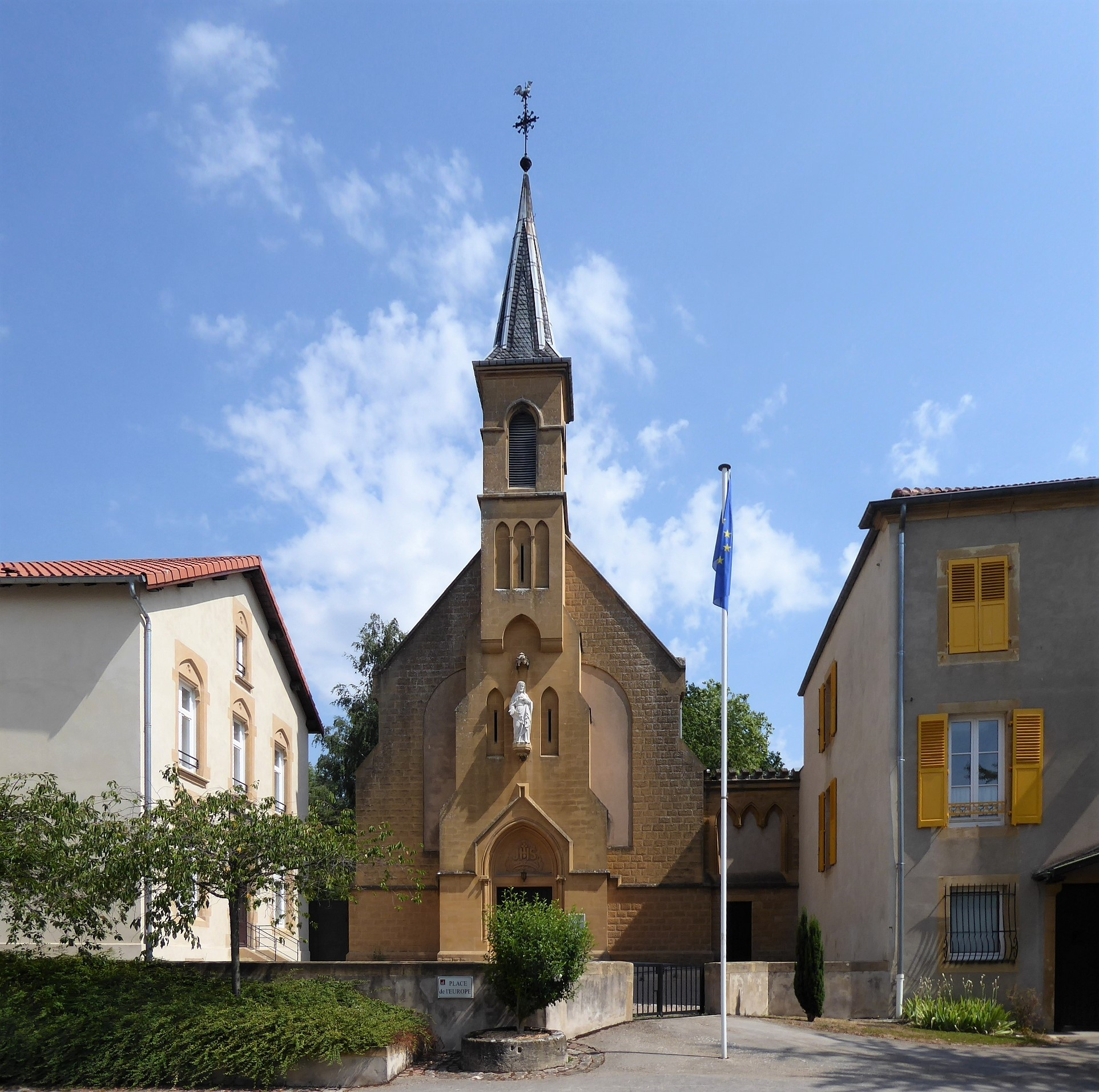
Chapelle du monastère des servantes du Sacré-Cœur de Jésus à Chazelles.
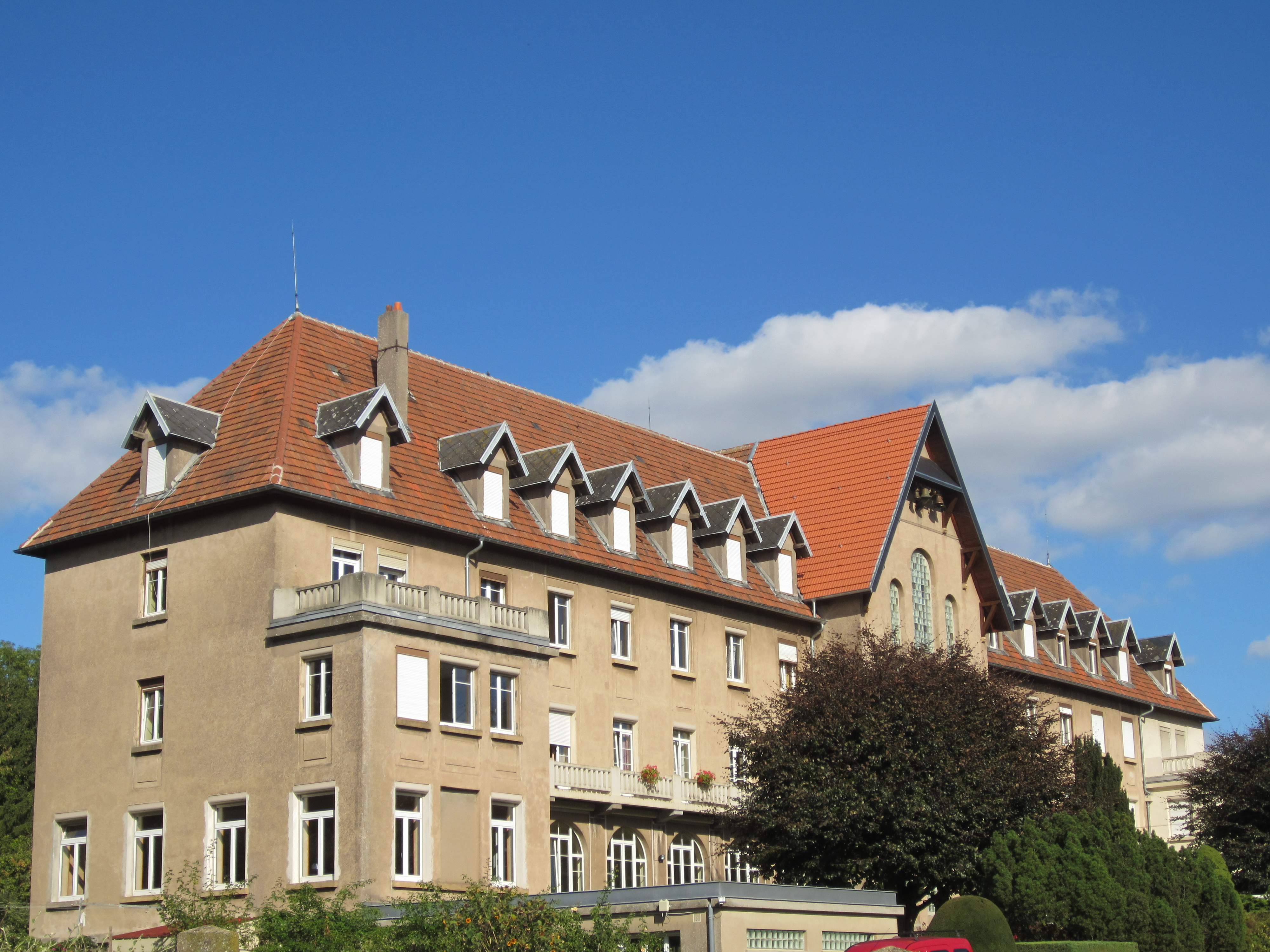
Monastère de la Visitation à Chazelles.
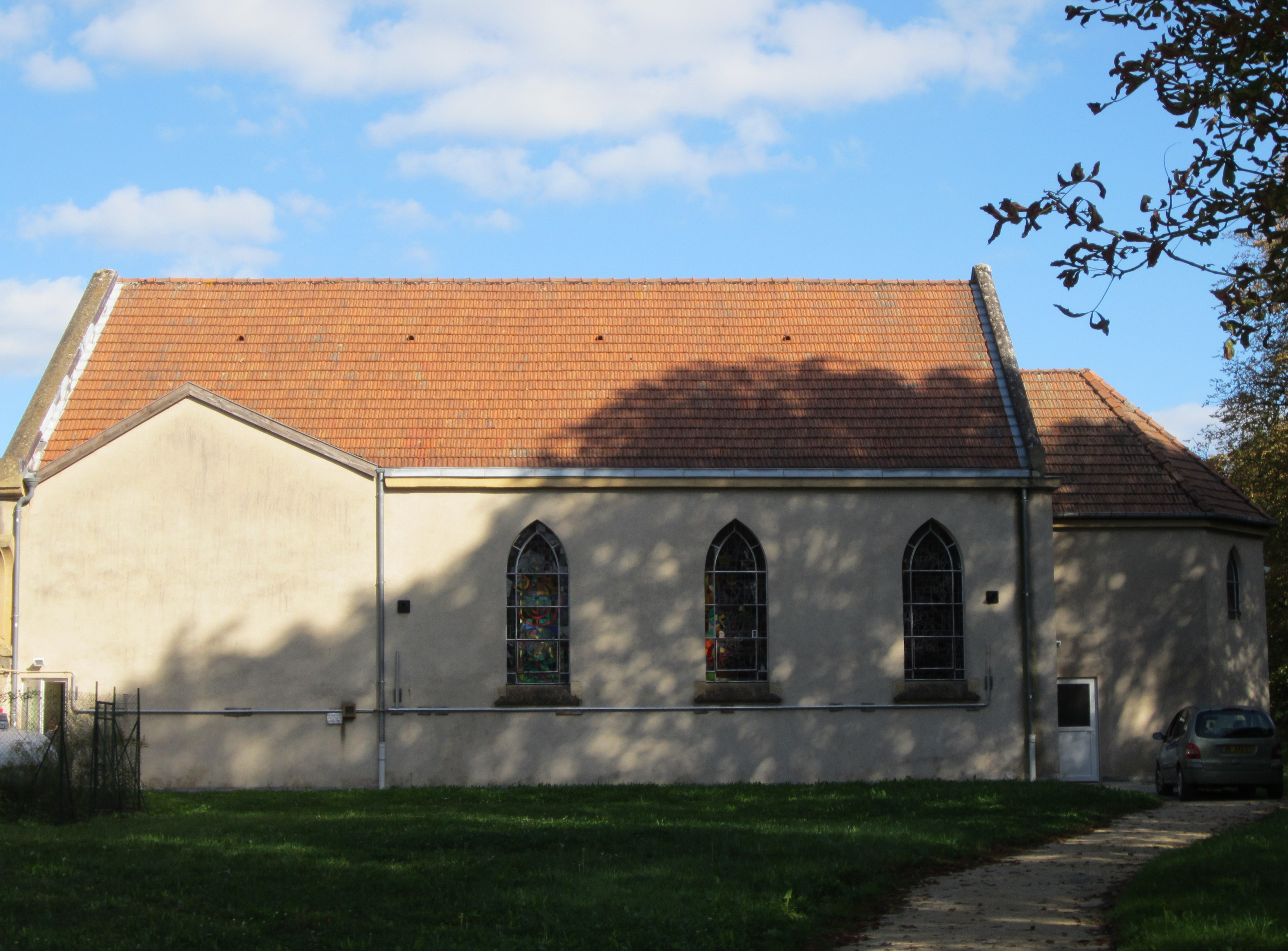
Chapelle Jeanne-d'Arc à Chazelles.
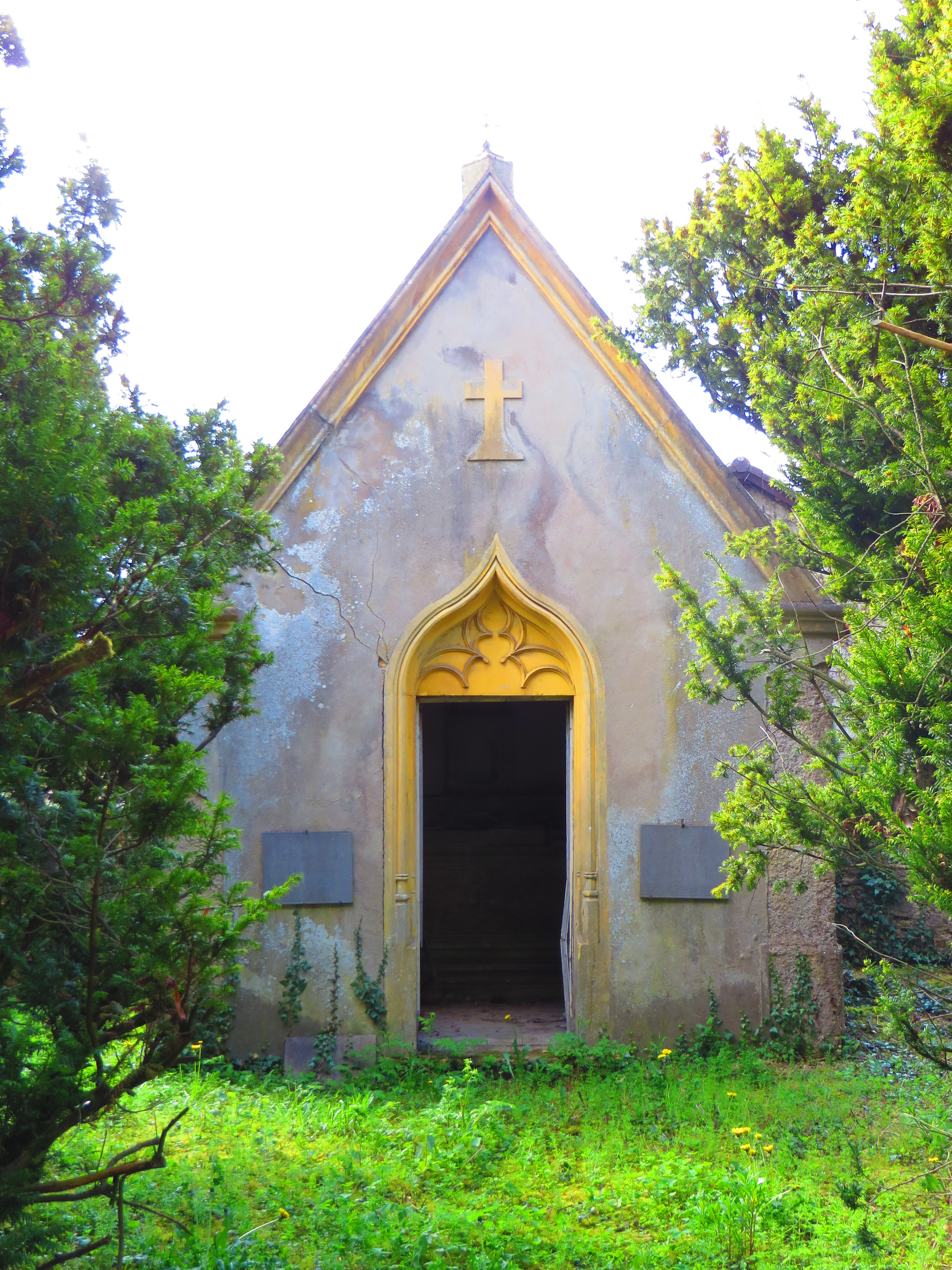
Chapelle Gilbrin.
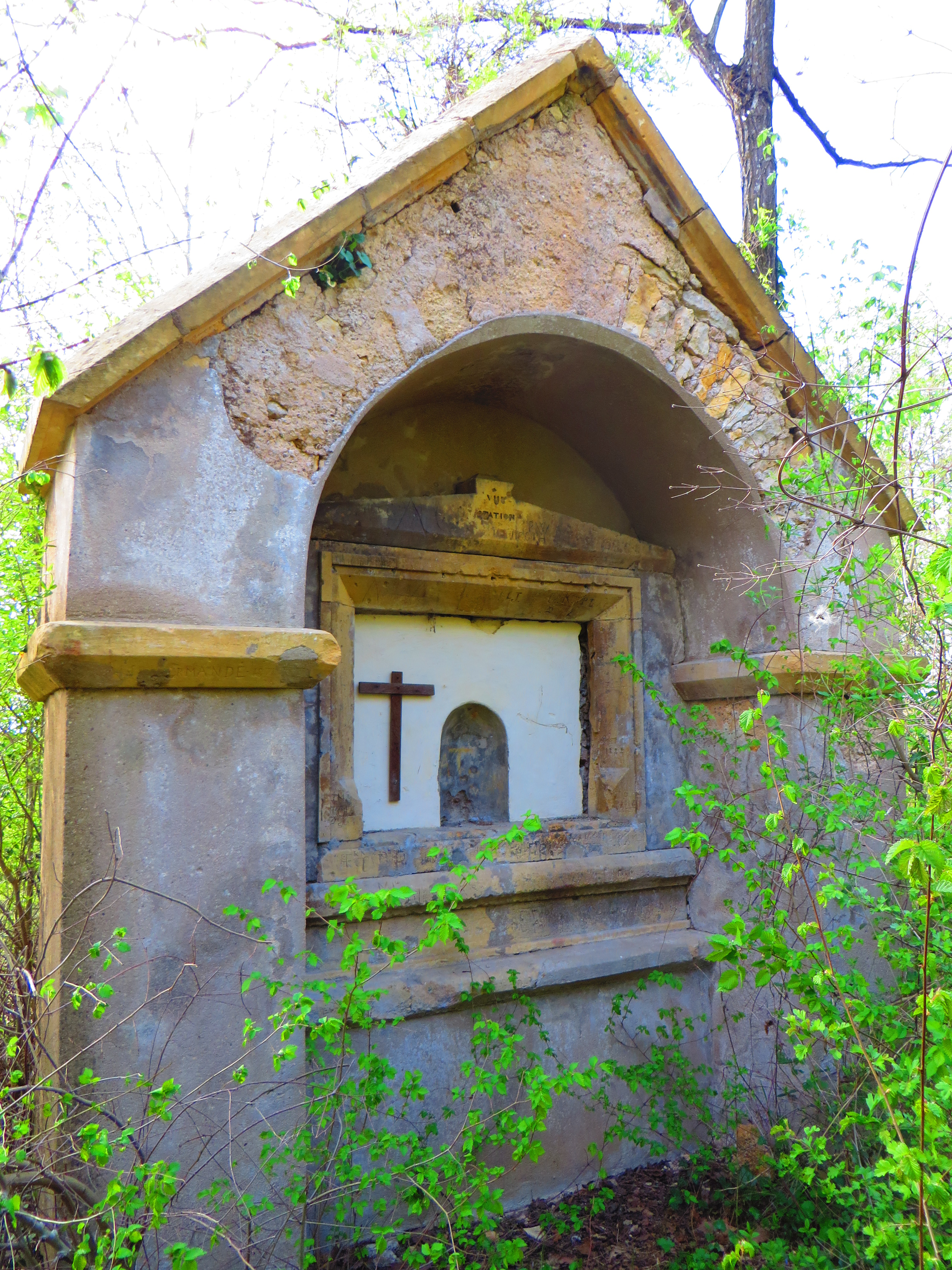
Oratoire chemin de la Croix de Bois.

- église fortifiée Saint-Quentin, monument historique, datant du XIIe siècle, où est enterré Robert Schuman. Elle est située dans l'ancien village de Chazelles[46].
- église paroissiale Saint-Rémy[47], fortifiée, monument historique. époque de construction : quatrième quart vu XIe siècle, premier quart du XIIe siècle et quatrième quart du XVe siècle ; narthex surmonté d’une tour du XIIe siècle ; nef du Xe siècle[48], chœur du XVe siècle ; vitrail XVIe siècle[49],[50] ; statues ; chœur flanqué de deux chapelles voûtées sur croisées d’ogives (fin XVe siècle) ; construction d’une sacristie au XIXe siècle à Scy.

Orgue Dalstein-Haerpfer (1907).
- chapelle Notre-Dame-de-l’Amitié à Scy-Bas[52].
- monastère des servantes du Sacré-Cœur de Jésus avec chapelle à Chazelles[53].
- monastère de la Visitation, ordre fondé le 6 juin 1610 par saint François de Sales et sainte Jeanne Françoise de Chantal à Chazelles[54].
- chapelle Jeanne-d’Arc de la congrégation des Assomptionnistes (désaffectée)[55],[56].
- chapelle funéraire de la famille Gilbrin, sortie du village à Scy[57].
- oratoire chemin de la Croix de Bois.

### Personnalités liées à la commune
- Pierre-Dominique Bazaine (1786-1838), officier du génie français et ingénieur à la cour d'Alexandre Ier de Russie, est né à Scy-Chazelles. Il est le père du maréchal Bazaine.
- Gabriel Royer (1825-1898), homme politique, né à Scy-Chazelles (Moselle) et décédé à Spincourt (Meuse).
- Paul Tornow (1848-1921), architecte allemand et responsable des monuments historiques de Lorraine entre 1892 et 1906, y est enterré.
- Robert Schuman (1886-1963), homme politique français et pionnier de la construction européenne, a vécu à Scy-Chazelles, où il repose. L’ancienne demeure de Robert Schuman, transformée en musée, évoque sa vie et son œuvre.
- Pierre Voizard (1896-1982), conseiller d’État français, y est enterré.